# 恐龍 (電影)
（英语：Dinosaur）是一部2000年的美国CGI动画的冒险片，由華特迪士尼动画工作室及秘密实验室出品、華特迪士尼影业发行，是迪士尼经典动画长片的第39部。1本片的主角是一头名叫艾力达的禽龙孤儿，他被一个狐猴家庭抚养长大。在逃离一场毁灭性的陨石雨之后，他们去寻找新的家园。在向“繁殖地”迁徙的途中，他们结交了朋友，并团结了幸存的一群恐龙，逃避捕食者，如食肉牛龙的追击。
《恐龙》中的角色都是电脑动画，但大部分的影片背景采用了现场实景拍摄。一些背景拍摄于委内瑞拉的加奈马国家公园，多座平顶山和安赫尔瀑布也出现在影片中。这是继《幻想曲2000》之后，由沃尔特·迪斯尼动画工作室制作的第二部电脑生成的三维动画长片。其官方成本1.275亿美元，是当年发行的剧场版电影中最昂贵的。该片在财务方面取得了成功，全球票房总收入超过3.49亿美元，在2000年电影中票房排名第五。

## 情节
一只禽龙蛋意外流落到了狐猴居住的遥远小岛上，并孵出了小恐龙。狐猴首领老亚之女蓓莉欧收养了它，为他取名艾力达。多年以后，艾力达和狐猴们参加一个交配仪式，但辛尼没有找到对象。仪式结束之后，巨大的陨石雨摧毁了该岛，杀死了所有的狐猴，只有艾力达、蓓莉欧、辛尼、老亚和舒莉跳海后逃到了大陆。
在逃脱了几只伶盗龙的攻击后，这一家子遇到了一大群草食恐龙。为首的是两头禽龙，首领寇伦，及其副手布鲁顿。他们正在往“築巢地”迁徙，那个山谷据说没有受到流星的破坏。艾力达在群中交到一些朋友，有长颈巨龙贝琳和戟龙伊玛。恐龙群艰难跋涉，穿越沙漠，到达他们以前迁徙时补水的湖。但是湖水已经干涸，寇伦命令大家继续前进。然而，艾力达和朋友们发现地表下面有水，从而避免了大家脱水。寇伦的妹妹妮蕊，见艾力达富有同情心，渐生爱慕之情。与此同时，两头食肉牛龙追踪恐龙群的足迹，准备捕食他们。布鲁顿与其他禽龙在寻找水源时，遭到食肉牛龙的攻击。布鲁顿赶紧回去报告，寇伦立刻催促大家赶路，但留下了艾力达、狐猴、年老的恐龙和布鲁顿。
在暴风雨中，剩下的恐龙们躲在山洞里过夜。食肉牛龙进入山洞后，艾力达试图悄悄转移他的朋友们，但贝琳不小心碰到石头，惊动了食肉牛龙。此时，布鲁顿冲上去与食肉牛龙搏斗，并牺牲自己造成山洞坍塌，将他自己和一头食肉牛龙埋在底下。另一头食肉牛龙只好离开，并继续追赶原先的恐龙群。艾力达和他的朋友们则冒险深入山洞，但却到了一个死胡同。后来他们一起挪开了尽头的巨石，发现外面就是筑巢地。同时他们也发现，原先的入口被无数巨石堵住了。
他们知道那群恐龙试图翻过那些巨石时会死掉，艾力达不顾食肉牛龙的追击，独自冲出去找他们。艾力达追上恐龙群的时候，他们正准备翻越巨石，艾力达建议他们走那条更安全的路。寇伦不听，但恐龙群却站在了艾力达一边。眼瞅自己的首领地位不保，寇伦向艾力达发起挑战。眼看寇伦要杀死艾力达了，妮蕊上前阻止了他，救了艾力达一命。 
当艾力达带着其他恐龙正准备要离开，食肉牛龙出现了。然而，艾力达带领其他恐龙一起对抗捕食者。此时，食肉牛龙发现了落单的寇伦，并将寇伦逼到了悬崖边。艾力达和妮蕊前去帮忙，并和寇伦一起将食肉牛龙推下悬崖摔死了。寇伦也伤重而亡。
艾力达率领其他恐龙从山洞抵达了筑巢地。最终，艾力达和妮蕊的孩子出生了；狐猴们也找到了更多的同类。

## 角色及配音演员
| 角色    | 角色   | 角色                                                                                     | 配音演员                            | 配音演员 | 配音演员 | 配音演员   |
| 英文名  | 中文名 | 说明                                                                                     | 美国版                              | 台灣版   | 香港版   | 中国大陆版 |
| ------- | ------ | ---------------------------------------------------------------------------------------- | ----------------------------------- | -------- | -------- | ---------- |
| Aladar  | 艾力达   | 禽龙，主角。年轻、勇敢、坚定且富有同情心。被一个狐猴家庭收养，后帮助大群恐龙迁移和生存。 | D·B·斯威尼                          | 張學友   | 張學友   | 赵铭       |
| Plio    | 蓓莉欧 | 狐猴女家长，艾力达的养母。关心其家庭。                                                     | 艾爾弗麗·伍達德                     | 王景平   | 鮑起靜   | 宋忆宁     |
| Yar     | 老亚   | 狐猴族长，蓓莉欧的父亲。偶尔粗暴，但富有同情心。                                         | 奥西·戴维斯                         | 陳明陽   | 戴偉光   | 白涛       |
| Zini    | 辛尼   | 狐猴，老亚的儿子，蓓莉欧的弟弟，艾力达最好的朋友和的搭档。爱说俏皮话。                     | 马克斯·凯塞拉 达里尔·萨巴拉（幼年） | 大炳     | 祈士新   | 刘家桢     |
| Suri    | 舒莉   | 蓓莉欧的女儿，老亚的外孙女，辛尼的外甥女。                                               | 海登·潘妮迪亚                       | 楊小黎   | 張潔瓊   | 韩童       |
| Kron    | 寇伦   | 禽龙，恐龙群首领。无情，自私，脾气差，社会达尔文主义的信徒。后艾力达取代了他的首领之位。   | 塞缪尔·E·赖特                       | 雷威遠   | 盧雄     | 王肖兵     |
| Neera   | 妮蕊   | 寇伦的妹妹。后成为艾力达的女友及配偶。                                                     | 茱莉安娜·玛格里斯                   | 林曉培   | 陳靖允   | 狄菲菲     |
| Bruton  | 布鲁顿 | 禽龙，寇伦的副手。苛刻，好讽刺。寇伦放弃他之后，为艾力达所救，后痛改前非。                 | 彼得·西拉古萨 （Peter Siragusa）    | 孫德成   | 陸頌愚   | 张名煜     |
| Baylene | 贝琳   | 老年，最后一头长颈巨龙，艾力达的朋友。讲究，善良。                                         | 琼·普洛莱特                         | 崔幗夫   | 黎萱     | 洪融       |
| Eema    | 伊玛   | 老年戟龙，艾力达的朋友。消瘦，移动缓慢。                                                   | 德拉·里斯                           | 姜瑰瑾   | 謝韞儀   | 俞红       |

## 制作
要做一部与恐龙相关的电脑动画电影的想法已经有十多年了，当“制作令人惊叹的视觉效果的技术”已经出现，《恐龙》这部电影终于开始制作，并在几年后的2000年最终上映。该片采用CGI效果与现场实景拍摄相结合，正是“现场实景的背景创造了其逼真的影像”。
摄制组走遍了世界，只为“拍摄梦幻的自然背景”，以便之后“加入电脑动画的恐龙”。迪斯尼说，超过1亿美元的视觉特效“使该片成为‘当时的经典’”。
这部电影的概念最初是由保罗·范霍文和菲尔·蒂皮特在1988年设想的，他们想做一部名为《恐龙》的定格动画电影。该片最初的主角是一头名为武特（Woot）的戟龙，他的主要对手最初是一头名为格罗兹尼（Grozni）的暴龙，还有一只名叫苏里（Suri）的小哺乳动物作为配角。
这部影片最初打算做得更加黑暗和暴力，其风格类似于自然纪录片。武特在最后的战斗中击败格罗兹尼之后，该片将结束于白垩纪－第三纪灭绝事件，也将最终导致主要恐龙角色的死亡。保罗·范霍文和菲尔·蒂皮特将这个设想带到迪斯尼，但随着迪斯尼文艺复兴的兴起，这部电影的想法被搁置一边。直到1990年代中期，迪斯尼CEO迈克尔·艾斯纳看到皮克斯的第一部动画长片玩具总动员取得了成功，便建议放弃电影的原始脚本，并采用电脑动画而非定格动画。
该项目的负责人发生了变化，由范霍文和蒂皮特换成了拉尔夫·宗达格和埃里克·礼顿（Eric Leighton），他们也被认为是该片的导演。新脚本的主角是禽龙诺亚（Noah），他有一个狐猴同伴亚当（Adam），而反派是一群食肉牛龙以及作为对手的禽龙该隐（Cain）。故事将诺亚处理为能看到未来的先知，他预见到了小行星将要撞击地球，并努力将一群恐龙带到安全地带。随着工作的推进，诺亚、该隐和亚当被改名为艾力达、寇伦和辛尼，而某些剧情也改变成后来在电影中看到的样子。
该片最初的设想是没有对白，部分原因是为了将它与环球影业的《史前之地》（1988）区分开来，因为《恐龙》的情节与其有相似之处。艾斯纳（Eisner）坚持该片要有对白，以使更具“商业可行性”。《史前之地》在制作早期也发生过类似的变化，它原先打算只使用旁白。
詹姆斯·纽顿·霍华德的配乐为该片增色不少。据报道，流行歌手/歌曲作者凯特·布什为该片创作并录制了一首歌，准备用于艾力达及其家庭悼念小岛的毁灭一幕，但由于复杂的原因，最终的专辑中并未包含这首曲子。按照凯特·布什的歌迷杂志《HomeGround》的说法，这是因为当时迪斯尼希望布什改写这首歌，但是布什拒绝了；但是，按照迪斯尼的说法，从电影里砍掉这首歌，是因为在试映时观众对它的反应不够好。
乔治·斯克里布纳是该片最初的导演，他为这部影片花费了两年时间，之后他离开这里并加入了沃尔特·迪斯尼幻想工程。但是从根本上讲，他离开之后，故事并没有发生多大变化。虽然导演之一埃里克·礼顿说，他的团队“想尽可能多地学习恐龙的相关知识”，但他也承认，他们作了非常多的“变通”，因为他们不是在做一部纪录片。有迪斯尼的资料表明，该片“在某些方面有意背离了科学的事实”。
该片将实景拍摄的背景与史前生物，尤其是恐龙的电脑动画相结合，并由沃尔特·迪斯尼动画工作室的计算机图形单位（Computer Graphics Unit）制作。该单元后来与梦想探索图像（Dream Quest Images）合并，创建了迪斯尼的秘密实验室部门。秘密实验室部门在2002年被关闭。视觉无限提供了现场录制视觉特效。

## 市场
迪斯尼推出了一部预告片来宣传这部电影，其中包含了影片的整个开场戏。EmpireOnline项目《你的迪斯尼50部动画经典指南》（Your Guide To Disney's 50 Animated Features）将之描述为“明智之举”，因为“截取自其本身的《恐龙》序幕是一个非凡的成就（直到如今仍然令人印象深刻），展示了一个青翠和充满活力的世界，并且充斥着栩栩如生的恐龙”。该预告片被贴片到《玩具总动员2》剧场版，并且还被包含进了《泰山》家庭录像版。

## 音乐
该片的配乐由詹姆斯·纽顿·霍华德作曲，主场是李柏·M，他也是《狮子王》的主唱。它于2000年5月5日由華特迪士尼唱片发行。纽顿·霍华德也是之后的迪士尼动画长片《亚特兰蒂斯：失落的帝国》和《星银岛》的作曲。其中一首曲子《The Egg Travels》被包含在《恐龙》上映之后的多部预告片中，包括《星际宝贝》、《环游世界八十天》和《野刺莓大电影》。
| 序号 | 曲名                              | 曲名含义        | 时长 |
| ---- | --------------------------------- | --------------- | ---- |
| 1    | Inner Sanctum/The Nesting Grounds | 内心圣殿/筑巢地 | 2:58 |
| 2    | The Egg Travels                   | 蛋之旅          | 2:43 |
| 3    | Aladar & Neera                    | 艾力达和妮蕊          | 3:29 |
| 4    | The Courtship                     | 求偶            | 4:13 |
| 5    | The End Of Our Island             | 我们岛的终结    | 4:00 |
| 6    | They're All Gone                  | 他们都不见了    | 2:08 |
| 7    | Raptors/Stand Together            | 猛龙/站在一起   | 5:37 |
| 8    | Across The Desert                 | 穿越沙漠        | 2:25 |
| 9    | Finding Water                     | 寻找水源        | 4:14 |
| 10   | The Cave                          | 山洞            | 3:40 |
| 11   | The Carnotaur Attack              | 食肉牛龙的攻击  | 3:52 |
| 12   | Neera Rescues The Orphans         | 妮蕊救助孤儿    | 1:13 |
| 13   | Breakout                          | 突围            | 2:43 |
| 14   | It Comes With A Pool              | 有池塘          | 3:01 |
| 15   | Kron & Aladar Fight               | 寇伦与艾力达之战      | 2:58 |
| 16   | Epilogue                          | 结束曲          | 2:32 |

### 张学友演唱的主题曲
张学友演唱了该片不同版本的主题曲，并收录为专辑《当我想起你》。其普通话版名为《当我想起你》，英语版名为《Something Only Love Can Do》（只有爱能做到的事），粤语版名为《爱下去》。

## 评价

### 影评
评论聚合网站烂番茄报告说，该片得到了122条评论，其中65％的评论给了电影正面评价；平均分为6.2/10。网站上的共识是：“虽然《恐龙》的情节俗套而沉闷，但其令人惊叹的电脑动画和丰富细致的背景影像都使它完全值得一看。”Metacritic上的影评家给它打了56分（百分制）。影院评分上由观众打分，在A+到F的区间上给电影的平均分是A。
罗杰·埃伯特给了该片四星中的三星，他称赞该片“惊人的视觉效果”，但对让动物说话这一决定表示不满。因为他认为，影片拍得很逼真，但让动物说话，却部分抵消了使电影更逼真的努力。埃伯特写道，“虽然作了巨大努力使这些恐龙像真的一样，但又作了更大的努力来破坏这种幻觉”。《综艺》的托德·麦卡锡（Todd McCarthy）将其称为“令人瞠目的视觉场面”，但对某些观众来说可能太过“煽情”。
影片中描绘的狐猴非常像维氏冕狐猴这一品种。生物学家们提出一个问题，认为这部电影产生了误导，会使人产生混淆。因为它表明狐猴（以其目前的进化状态）在超过6600万年前，曾经与恐龙共同存在过。但是，所有的现代原猴，包括狐猴，都被认为是在始新世（5600到3400万年前）或古新世（6600到5600万年前）期间，才从被称为兔猴型下目的“原始”灵长类动物进化来的。
EmpireOnline有一篇指南叫做《你的迪斯尼50部动画经典指南》，其中也分析了该片，它针对其开场戏说“很多风景采用实景拍摄，并巧妙地与影片相结合，包括特普伊山的镜头，后来《飞屋环游记》中吸引卡尔·弗雷德里克森的就是这座山”。然而，它同样批评了开场之后不写实的“说话”的恐龙，将其描述为“急转直下（nose-dive）”。它说他们“听起来更像孩子（mallrats）而不是可怕的爬行动物”，“虽然没有人知道恐龙怎么叫，但肯定不是像这样。”它也不喜欢第1幕中陨石撞击地球的情节，这使得片中大多数都是“灰色的砾石坑，而不是我们期待的郁郁葱葱的景象”。它说“那些动物很可爱，但是在脚本、角色和恐龙动作等方面，完全是哄小孩的（plodding kiddie fare）”，但是“詹姆斯·纽顿·霍华德的巨大成功”弥补了这些缺点。它还与另外两部影片作了比较，一部是1988年唐·布鲁斯的恐龙主题影片《史前之地》，另一部是更为成功的蓝天工作室史前影片《冰川时代》（将其描述为“更时髦”），并补充说“拼命迁移恐龙的画面让人回想起更加伟大的《幻想曲》”。该片还被认为是皮克斯的“拙劣”作品。

### 票房
《恐龙》上映的第一个周末，在3,257家影院拿下了38,854,851美元票房，名列第一，平均每家影院11,929美元，击败了《角斗士》和《地球战场》。最终，它在北美市场总共赚得137,748,063美元，这已经可以覆盖其制作成本。而它在海外市场共赚得212,074,702美元，全球总计为349,822,765美元。

## 家庭媒体
2001年1月30日，《恐龙》发行了VHS和DVD。同日，它还发行了双盘珍藏版DVD，附带了许多特殊功能。2002年，它再次发行了VHS。2006年9月19日发行的高清蓝光光盘采用了最初的宽银幕图像，使它成为第一部以此格式发行的动画电影。2011年2月8日又重新发行了蓝光光盘。

## 其他媒体
2000年，迪斯尼互动工作室发行了配套的视频游戏，包括Dreamcast、PlayStation、个人电脑和Game Boy Color等版本。为配合《恐龙》的发行，迪斯尼主题公园的游乐项目“灭绝倒计时”也被改名为“恐龙”。其情节原先一直突出表现一头食肉牛龙和一头禽龙，这时也作了些许改变，以使那头禽龙特指这部电影的主角艾力达。该游乐项目现在的情节是，乘客穿越时空旅行到造成恐龙灭绝的陨石撞击之前，将艾力达带回到现在，从而拯救他的性命。